# ユニオート・みんなのバイク
みんなのバイクとは、岐阜県の自動車輸入販売会社ユニオートが企画のうえ香港で製造し、2011年1月17日より日本国内に輸入・販売しているオートバイの車種名である。
ユニオート代表がいくつか車名を考えたが、納得できるものが無く途中で面倒になったため、「みんなのバイク」と命名された。

## 概要
コンセプトは「みんなが乗れそうなバイク」と「みんなが買えそうな価格」。2009年の暮れ、ユニオートの代表取締役が自分で乗るためにギア付き小型二輪の新車を探したものの、欲しい車種が存在しなかったことがきっかけとなり、「若者がアルバイトで無理なく買え、大人もへそくりで買える変速ギア付きバイク」を開発・販売するというプロジェクトがスタートした。そして試行錯誤の末、部品の供給が最もしっかりしていた香港の企業を介して同車両の輸入が開始された。
2012年は125ccの「VS125」のみのラインナップであったが、2013年から50cc版の販売を開始した。